# Сарыши (Карагандинская область)
Сарыши (каз. Сарыши) — село в Шетском районе Карагандинской области Казахстана. Входит в состав Агадырьской поселковой администрации. Код КАТО — 356431500.

## Население
В 1999 году население села составляло 305 человек (150 мужчин и 155 женщин). По данным переписи 2009 года, в селе проживал 471 человек (233 мужчины и 238 женщин).